# Blaesoxipha blandita
Blaesoxipha blandita är en tvåvingeart som först beskrevs av Brethes 1920.  Blaesoxipha blandita ingår i släktet Blaesoxipha och familjen köttflugor. Inga underarter finns listade i Catalogue of Life.